# کشورهای در حال توسعه
کشور درحال‌توسعه یا کشور رو به رشد (به انگلیسی: developing country) یک کشور با پایه صنعتی کمتر توسعه‌یافته و شاخص توسعه انسانی (HDI) کمتر نسبت به کشورهای توسعه‌یافته است. با این‌حال، این تعریف مورد توافق عمومی نیست و همچنین توافق مشخصی در مورد اینکه کدام کشورها در این دسته قرار می‌گیرند وجود ندارد. در مورد استفاده از این اصطلاح اختلاف نظرهایی وجود دارد، زیرا برخی احساس می‌کنند که مفهوم منسوخ شده ما و آنها را تداوم می‌بخشد. در سال ۲۰۱۵، بانک جهانی اعلام کرد که «رده‌بندی جهان درحال‌توسعه/توسعه‌یافته» کمتر مرتبط شده است و آنها استفاده از این توصیفگر را به تدریج حذف خواهند کرد. در عوض، گزارش‌های آن‌ها تجمیع داده‌ها را برای مناطق و گروه‌های درآمدی ارائه می‌کند. اصطلاح «جهان جنوبی» توسط برخی به عنوان واژه ای جایگزین برای کشورهای درحال‌توسعه استفاده می‌شود.
موانع توسعه‌ی کشورهای در حال توسعه: ۱-فقر و دورهای باطل فقر. ۲-موانع اجتماعی و فرهنگی و ۳-کمبود سرمایه: کشورهای در حال توسعه معمولا دارای ذخایر غنی از نفت و گاز، مواد اولیه‌ی معدنی، محصولات کشاورزی و معادن و منابع می‌باشند. با این حال منظور از کمبود سرمایه، نبود دانش کافی، نیروی متخصص، تکنولوژی و کمبود نیروی انسانی است.
این گزاره با گزاره‌های پیشین ساخته شده در این مورد تفاوت دارد. از جمله با گزاره «جهان سوم» که در هنگام جنگ سرد ساخته شد و معنای ثانویه‌ای منفی دارد.
توسعه بین‌المللی مستلزم ساختاری تازه در هر دو صورت فیزیکی و سازمانی و نوعی فاصله‌گیری از بخش‌های با ارزش افزوده پایین همچون کشاورزی و استخراج منابع طبیعی است. کشورهای توسعه‌یافته، معمولاً در این مقایسه دارای نظام‌هایی مبتنی‌بر رشد اقتصادی خودجوش در بخش صنعت و استانداردهای زندگی بالا هستند.
کشورهای درحال توسعه دارای ویژگی‌هایی مشترک هستند. به عنوان مثال، این کشورها دارای میزان بیشتری از سطح دسترسی کمتر به بهداشت، بیکاری، زیرساخت‌های پایین، فقر فرهنگی، قاچاق هستند.

## اشکال‌های کاربردی
کاربرد گزاره «کشور درحال‌توسعه» را برای همه کشورهای کمتر توسعه‌یافته، نمی‌توان مناسب دانست؛ زیرا برخی کشورهای فقیر در حال بهبود اوضاع اقتصادی خود نیستند. همان‌طور که گزاره «فقیر» ذکر می‌کند. بلکه دوره‌های طولانی را از افول اقتصادی تجربه نموده‌اند.

کشورهایی که دارای اقتصادهای پیشرفته‌تر در میان کشورهای درحال‌توسعه هستند اما هنوز به‌طور کامل نشانه‌های یک کشور توسعه‌یافته در آن‌ها تثبیت نشده است، تحت اصطلاح کشور تازه صنعتی شده دسته‌بندی می‌شوند. 

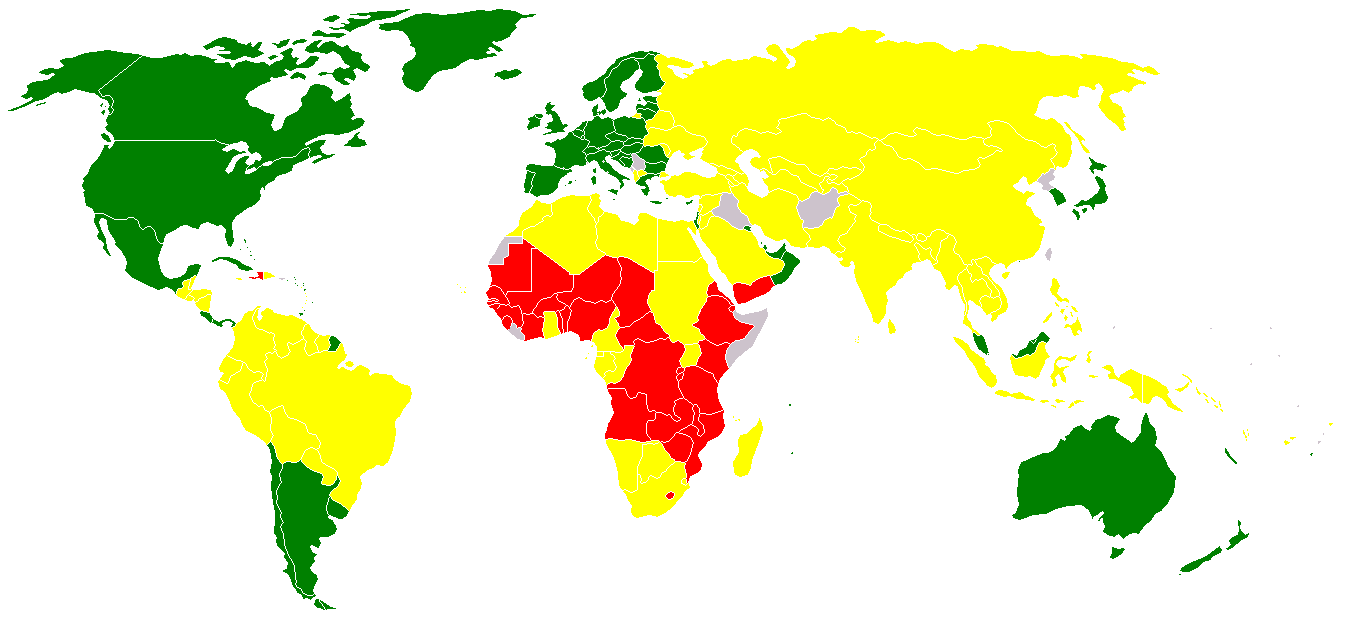
توسعه انسانی زیاد
توسعه انسانی متوسط
توسعه انسانی اندک
موجود نیست

## معیار و مفهوم توسعه
گزاره کشور درحال‌توسعه عمدتاً به کشورهایی با سطوح پایین توسعه اقتصادی گفته می‌شود. این موضوع تا اندازه‌ای با توسعه اجتماعی از لحاظ آموزش، بهداشت، امید به زندگی و مانند آن در ارتباط است. کلاً این اصطلاح، نوعی افت را در کشورهای درحال‌توسعه بیان می‌کند.
توسعه یک کشور با شاخص‌های آماری همچون درآمد سرانه (تولید ناخالص داخلی، امید به زندگی، نرخ سواد، و مانند آن سنجیده می‌شود. سازمان ملل متحد توسعه بالای انسانی را تحت عنوان یک شاخص مرکب از موارد آماری بالا ارائه نموده تا سطح توسعه انسانی را برای کشورهایی که داده‌ها در آن‌ها در دسترس قرار دارد، سنجیده شوند.
کشورهای درحال‌توسعه در مجموع کشورهایی هستند که به اندازه قابل توجهی از صنعتی شدن متناسب با جمعیتشان دست نیافته‌اند و دارای استاندارد زندگی پایینی هستند. همبستگی شدیدی بین درآمد پایین و رشد جمعیت بالا، هم میان هر دو و هم در بین کشورها وجود دارد. اصطلاحاتی که به هنگام بحث دربارهٔ کشورهای درحال‌توسعه بکار می‌رود به منظور و به مفاهیم بیان شده از سوی کسانی اشاره دارد که آن را استفاده نموده‌اند. برخی اوقات عبارات دیگری که به کار می‌روند چنین هستند کشورهای توسعه‌نیافته، کشورهای کمتر توسعه‌یافته از نظر اقتصادی، «کشورهای زیر خط توسعه» یا کشورهای توسعه نیافته «کشورهای جهان سوم، کشورهای جنوب و» غیرصنعتی «برعکس، طرف مقابل این طیف عبارتند از کشورهای توسعه‌یافته، کشورهای بیشتر توسعه‌یافته از لحاظ اقتصادی، کشورهای جهان اول و» کشورهای صنعتی".
سازمان ملل اجازه می‌دهد تا هر کشور خود راجع به این موضوع تصمیم بگیرد که آیا به جزو گروه «توسعه نیافته» یا «درحال‌توسعه» می‌باشند (اما بسیاری از اقتصاد دانان و دیگر ناظرین اصل خود تخصیصی سازمان ملل را نادیده می‌انگارند).
برای تعدیل جنبه حسن تعبیر کلمه «درحال‌توسعه»، سازمانهای بین‌المللی به استفاده از اصطلاح کشورهای حداقل توسعه‌یافته برای فقیرترین کشورها پرداخته که می‌تواند هیچ ارتباطی با کلمه درحال‌توسعه نداشته باشد؛ یعنی کشور حداقل توسعه‌یافته، فقیرترین زیرمجموعه کشور توسعه‌نیافته است. این موضوع همچنین روند ناشیانه‌ای که بر این باور است که استانداردهای زندگی در سومالی یا اتیوپی با نمونه‌های آن در کشورهای شیلی یا مکزیک قابل قیاس است، تعدیل می‌نماید.
مفهوم کشور درحال‌توسعه به وسیله یک گزاره دیگر درک می‌شود که در نظام‌های نظری گوناگون، دارای جهت‌گیری‌های متضاد، مانند نظریات مستعمرهزدایی، الهیات آزادی‌خواهی، مارکسیسم، ضد امپریالیسم، و اقتصاد سیاسی است.

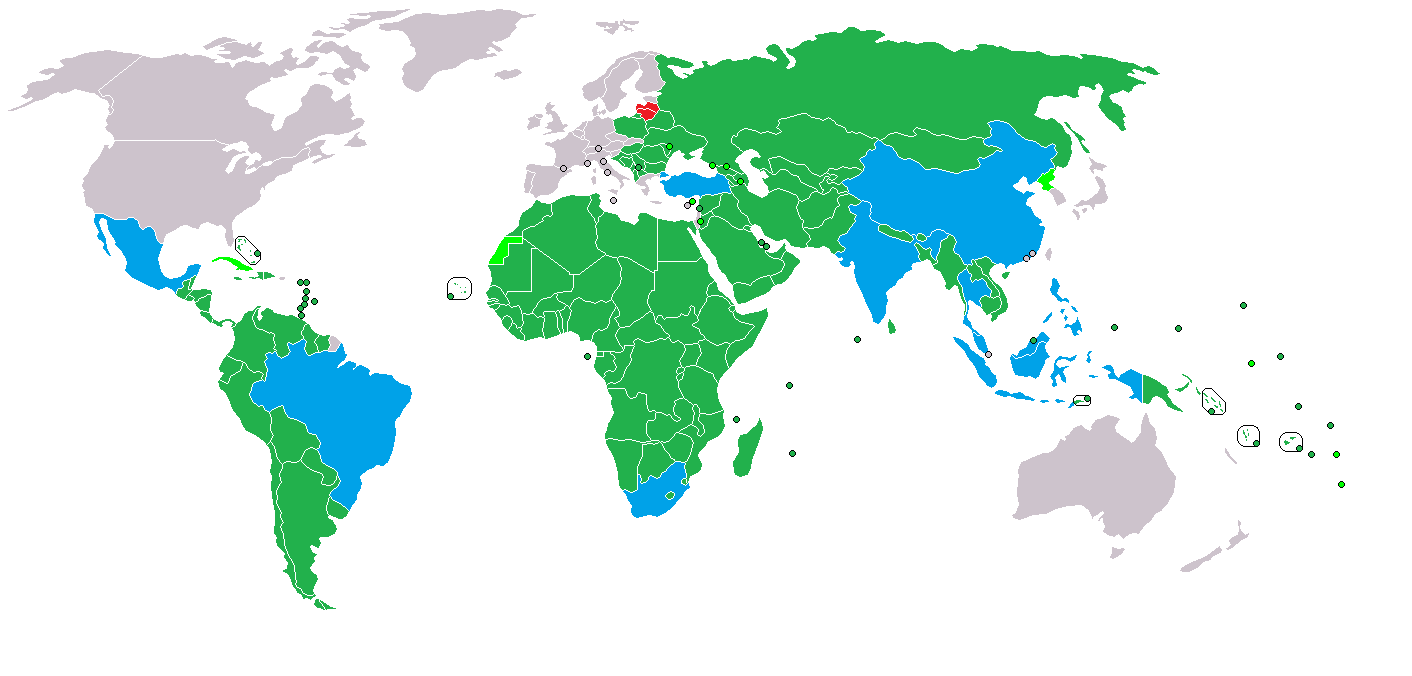
توسعه اقتصادی براساس صندوق بین‌المللی پول
در حال توسعه خارج از محدوده صندوق بین‌المللی پول
ارتقاء موفق به اقتصاد توسعه یافته
کشورهای تازه صنعتی
(As of 2014)

## منابع زیر خط توسعه

کشورهای توسعه‌نیافته
ارتقاء موفق به کشورهای توسعه‌یافته